# Lac Caupichigau
Pour les articles homonymes, voir Caupichigau.
Le lac Caupichigau est un plan d'eau douce de la partie Sud du territoire de Eeyou Istchee Baie-James (municipalité), dans la région administrative du Nord-du-Québec, dans la province de Québec, au Canada.
La surface du lac est en grande partie dans les cantons de Berey et de Daine. La foresterie constitue la principale activité économique du secteur. Les activités récréotouristiques arrivent en second.
Le bassin versant du lac Caupichigau est accessible du côté Sud grâce à la route 113 qui relie Lebel-sur-Quévillon à Chibougamau. La surface du lac Caupichigau est habituellement gelée du début novembre à la mi-mai, toutefois la circulation sécuritaire sur la glace se fait généralement de la mi-novembre à la mi-avril.

## Géographie
Ce lac formé tout en longueur comporte une longueur de 14,3 km, une largeur maximale de 2,6 km et une altitude de 335 m. Il est alimenté au Nord-Est par la décharge du lac Ruth.
L’embouchure du Lac Caupichigau est localisée au fond d’une baie du côté Nord-Ouest, à :
- 10,7 km au Nord-Est de l’embouchure de la rivière Caupichigau ;
- 19,1 km au Nord-Est de l’embouchure de la rivière la Trêve (confluence avec la rivière Maicasagi) ;
- 68,3 km au Nord-Est de l’embouchure de la Rivière Maicasagi (confluence avec le lac Maicasagi) ;
- 98,0 km au Nord-Est de l’embouchure du lac au Goéland (rivière Waswanipi) ;
- 116,7 km au Nord-Est de l’embouchure du lac Olga (rivière Waswanipi) ;
- 42,9 km au Nord-Est du centre du village de Waswanipi ;
- 150 km au Nord-Est du centre-ville de Matagami ;
- 138 km au Nord-Est de l’embouchure du lac Matagami[1].

Les principaux bassins versants voisins du lac Caupichigau sont :
- côté Nord : rivière Omo (Québec), lac Omo, lac Caupichigamau ;
- côté Est : rivière Mildred, rivière Brock, rivière Chibougamau ;
- côté Sud : rivière Chibougamau, rivière la Trêve, lac la Trêve ;
- côté Ouest : rivière la Trêve, rivière Maicasagi.

## Toponymie
Cet hydronyme est indiqué sur le feuillet de la série topographique Mistassini, en 1945.
Le toponyme "lac Caupichigau" a été officialisé le 5 décembre 1968 par la Commission de toponymie du Québec lors de sa création.